# Ryan Connolly
Ryan Connolly är en regissör och programledare. Han är mest känd för sin webbproduktion Film Riot på Youtube. Connolly samarbetar med Josh Connolly, Bruno Vieira, Arris Quinones och Todd Bruno. Kanalen Film Riot på YouTube har 2014 över 500 000 prenumeranter.